# Padang Alang
Padang Alang is een bestuurslaag in het regentschap Alor van de provincie Oost-Nusa Tenggara, Indonesië. Padang Alang telt 1121 inwoners (volkstelling 2010).